# Phare de Kvitholmen
Le phare de Kvitholmen (en norvégien : Kvitholmen fyr)  est un phare côtier de la commune de Eide, dans le Comté de Møre og Romsdal (Norvège). Il est géré par l'administration côtière norvégienne (en norvégien : Kystverket).
L'ancien phare est classé patrimoine culturel par le Riksantikvaren depuis 2001.

## Histoire
Le phare se trouve sur la petite île de Kvitholmen à environ 2 km au du village de Eide . Le premier phare a été établi en 1842. C'est une tour circulaire en pierre avec galerie peinte en blanc. Le phare actuel, placé devant l'ancien, l'a remplacé dès 1956. Il a été automatisé en 1990.
L'île est protégé en tant que sanctuaire pour les oiseaux marins. La lumière brûle du 16 juillet au 21 mai de chaque année, mais elle ne fonctionne pas en été à cause du soleil de minuit.

## Description
Le phare est une tour cylindrique à claire-voie de 21 mètres de haut, avec une galerie et lanterne, attenante à une construction carrée de 3 étages. L'édifice est peint en blanc et la lanterne est rouge. Son feu à occultations  émet, à une hauteur focale de 24 mètres, un éclat blanc, rouge et vert selon différents secteurs toutes les 6 secondes. Sa portée nominale est de 17,5 milles nautiques (environ 32 km) pour le feu blanc, environ 14 pour le feu rouge et le feu vert.
Il est équipé d'un radar Racon émettant la lettre O en code morse.
Identifiant : ARLHS : NOR-407 ; NF-3705 - Amirauté : L1002 - NGA : 6572 .

## Caractéristique dufeu maritime
|                      |
| Le phare (1890-1900) |

### Lien connexe
- Liste des phares de Norvège